# Десна (магнитофон)

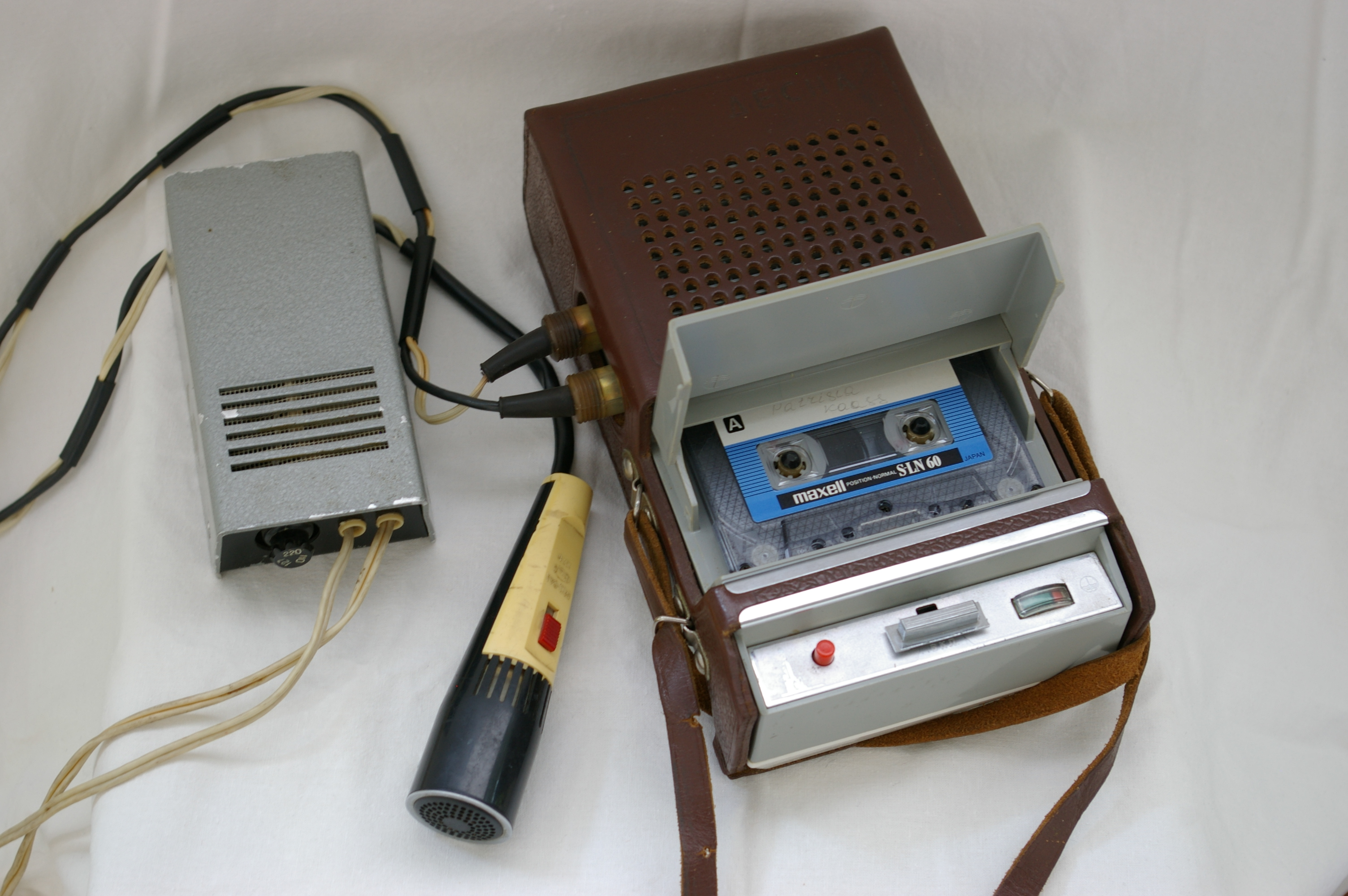
«Десна» с микрофоном и внешним блоком питания

«Десна» — первый в СССР серийный кассетный магнитофон. Выпускался на Харьковском радиозаводе «Протон» с 1969 года.
Кассетный носимый магнитофон IV класса «Десна» по компоновке, конструкции лентопротяжного механизма и дизайну был практически точной копией одного из первых в мире магнитофонов под компакт-кассету — Philips EL3300 (1964 год). Электронная часть имела отличия от прототипа. В частности, универсальный усилитель имел четыре, а не три каскада; двигатель лентопротяжного механизма питался через отдельный стабилизатор частоты вращения на транзисторе, чего не было в EL3300. «Десна» собрана на девяти германиевых транзисторах (EL3300 — на семи). Напряжение питания «Десны» было выбрано 9 вольт против 7,5 В у «Филипса». Чтобы разместить шесть элементов питания вместо пяти, на 26 мм увеличили длину корпуса по сравнению с прототипом.
Электроакустические параметры «Десны» были довольно скромными (как, впрочем, и у EL3300), а цена высокой — 220 рублей (средняя месячная зарплата по стране в 1969 году — около 110 руб.). Примерно столько же стоил тогда настольный катушечный четырёхдорожечный магнитофон II класса или портативный катушечный магнитофон III класса. Поэтому покупательским спросом «Десна» не пользовалась, тем более, что компакт-кассеты были в дефиците.
С 1971 года усовершенствованный магнитофон выпускался на том же заводе под названием «Спутник» и «Спутник-401» (цена — 180 рублей), а с 1972 года — на Арзамасском приборостроительном заводе имени 50-летия СССР под названием «Легенда-401». Качество звуковоспроизведения у этих моделей было несколько выше, чем у «Десны», а цена - ниже. Эти три модели имели ещё одно важное отличие: в них можно было на место кассеты вставить «радиокассету» — съёмный блок, превращавший магнитофон в длинноволновый радиоприёмник. «Спутник-401», кроме того, имел вторую скорость — 2,38 см/с. К «Спутникам» придавались пять кассет, а не одна или две, как обычно.
Более поздние модели харьковского завода «Спутник-402» (1974 год) и «Спутник-403» (1976), кроме схемотехнических усовершенствований, отличались кардинально измененным дизайном, но сохранили тот же ранний «филипсовский» лентопротяжный механизм с управлением одним рычажком. Последняя модель, которую можно отнести к семейству «Десны» — «Спутник-404» — появилась в 1982 году и снова имела компоновку, близкую к традиционной для ранних «Филипсов».

## Технические характеристики
- Скорость движения ленты — 4,76 см/с.
- Рабочий диапазон частот — 80…6300 Гц.
- Относительный уровень помех канала записи-воспроизведения −38 дБ.
- Коэффициент нелинейных искажений при номинальной выходной мощности 250 мВт — 7,5 %.
- Коэффициент детонации — не более 0,6 %.
- Стирание и подмагничивание — переменным током частотой не менее 40 кГц. В качестве генератора в режиме записи используется выходной каскад усилителя мощности.
- Габариты магнитофона — 222×122×65,5 мм.
- Источник питания: 6 элементов 343 или сеть переменного тока через отдельную приставку-выпрямитель.
- Масса магнитофона 1,8 кг.
- В комплект входили внешний выпрямитель, кожаный чехол, микрофон с переключателем для дистанционного пуска и остановки лентопротяжного механизма, две кассеты.